# Jesuitenkirche (Hall in Tirol)

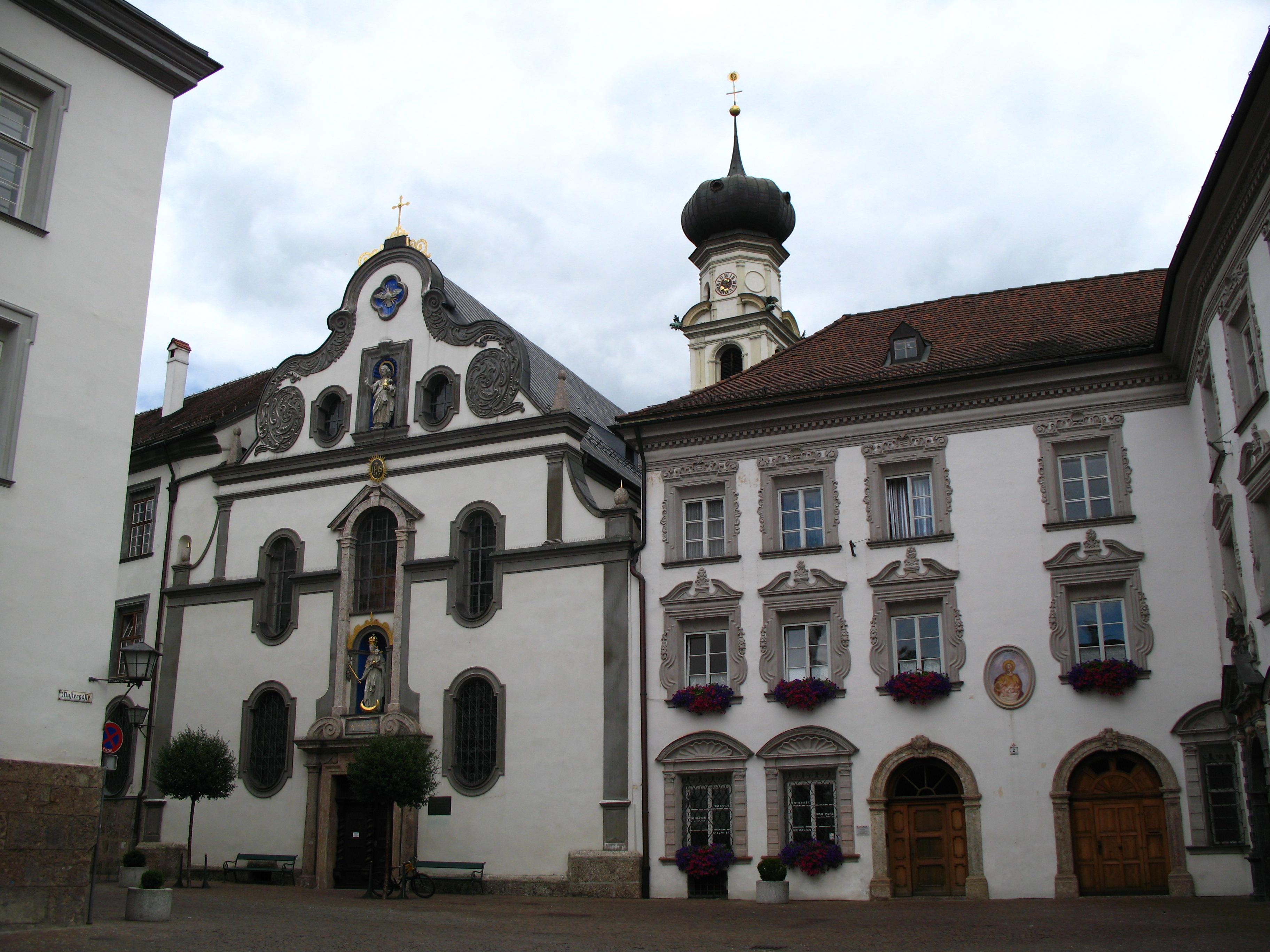
Die Jesuitenkirche

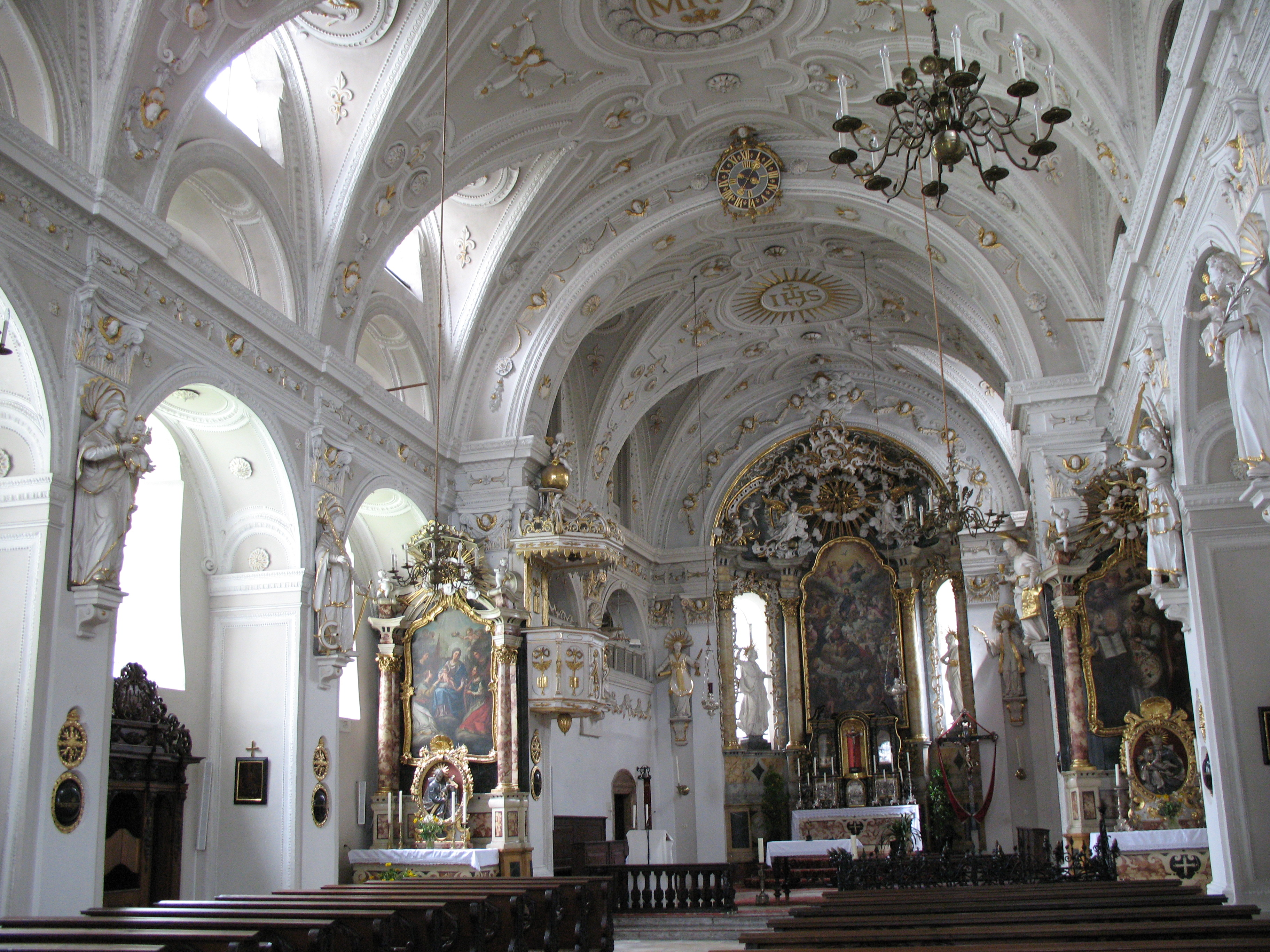
Innenansicht, Blick zum Chor

Die ehemalige Jesuitenkirche in Hall in Tirol ist eine Filialkirche der römisch-katholischen Pfarre St. Nikolaus in Hall in Tirol und ist auf das Patrozinium „Allerheiligen“ geweiht (1. November). Die Kirche steht unter Denkmalschutz.

## Geschichte
Der Orden der Jesuiten wurde im Jahre 1569 zur geistlichen Betreuung des königlichen Damenstifts der Erzherzogin Magdalena von Österreich nach Hall berufen. 1571 wurde eine Hauskapelle eingerichtet. 1573 erfolgte die Gründung des Gymnasiums der Jesuiten, welches heute noch als Franziskanergymnasium weiter existiert. Die Grundsteinlegung für eine eigene Kirche des Haller Jesuitenkollegs erfolgte 1608, die Weihe nach zweijähriger Bauzeit am 2. Mai 1610. Sie wurde vom Jesuiten Stefan Huber nach dem Vorbild der Jesuitenkirche in Konstanz erbaut. Neben der benachbarten Kirche des Damenstifts ist sie die einzige Kirche der Spätrenaissance in Tirol. 1684 wurde sie innen und außen im Stil des Barock umgebaut.
Nach der Aufhebung des Jesuitenordens 1773 ging das Kolleg mit der Kirche in den Besitz des Kaiserhauses über und nach dem Ende der Monarchie in den Besitz der Republik Österreich. Nach einer umfassenden Restaurierung wurde die Kirche im Jahre 1972 der Pfarre St. Nikolaus zu Hall in Tirol geschenkt. Als regelmäßiger Gottesdienst wird am Vorabend von Allerheiligen das Patrozinium gefeiert. Die Kirche wird weiters für Hochzeiten und Konzerte genutzt, wie auch für Feiern der „Marianischen Kongregation der Herren und Bürger zu Hall in Tirol“.
Die Jesuitenkirche ist die Kongregationskirche der Marianischen Kongregation der Herrn und Bürger zu Hall in Tirol, die im Jahre 1606 von der 1578 gegründeten Marianischen Kongregation der Studenten des Haller Jesuiten-Gymnasiums als Zweig der erwachsenen Männer abgetrennt wurde. Weiters ist die Kirche die Heimstätte der Partisaner Garde, eine der vier letzten Sakramentsgarden in Tirol (immaterielles Kulturerbe der UNESCO Österreich seit 2013). Die Partisaner Garde geht zurück auf die Tradition der Fronleichnamsbruderschaften (= Corpus Christi-Bruderschaften) und hat ihren Namen von ihrer Repräsentationswaffe, der Partisane. Das Besondere der Haller Partisaner Garde ist ihre Spanische Hoftracht aus der Zeit um 1600.

## Beschreibung

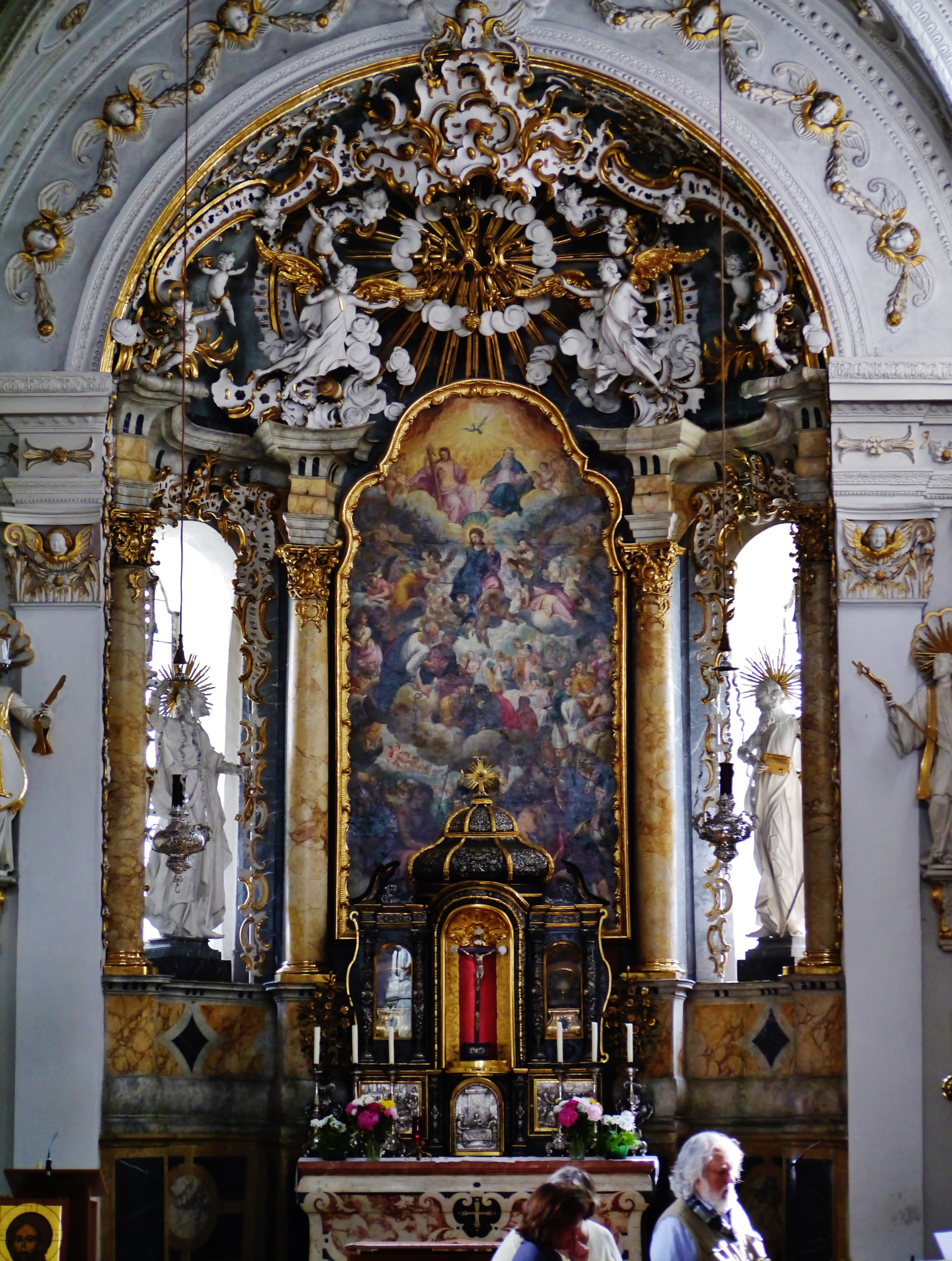
Hochaltar

Die Eingangsfassade mit Langpassfenstern ist durch Gesimse horizontal gegliedert und weist einen geschwungenen, geknickten Giebel mit Knorpelstuckwerk und ein von Säulen flankiertes Portal aus rotem Marmor von 1610 mit gesprengtem Volutengiebel auf. Die Statuen an der Fassade, eine Madonna mit Kind vom Typus der Patrona Bavariae, die Figur des Salvator mundi und eine Heilig-Geist-Taube, wurden 1653 von Michael Gasser geschaffen. Am Ostchor angestellt ist ein schlanker Turm mit achteckigem Aufsatz und Zwiebelhaube, welcher nach dem großen Haller Erdbeben von 1670 im Jahre 1685 neu errichtet wurde.
Der einschiffige Innenraum besteht aus einem fünfjochigen Langhaus und einem zweijochigen Chor mit eingezogener Apsis, Tonnengewölbe und Stichkappen. Er weist rundbogige Seitennischen und Stuckaturen von 1653 auf. Die Ausstattung stammt mit Ausnahme der Rokoko-Altäre einheitlich aus dem 17. Jahrhundert. Das Hochaltarblatt mit Darstellung zahlreicher Heiliger (Allerheiligen) wurde 1609 von Johann Matthias Kager aus Augsburg gemalt. Die Wangen der Kirchenbänke und die Aufsätze der Beichtstühle sind mit reichem Schnitzdekor versehen.

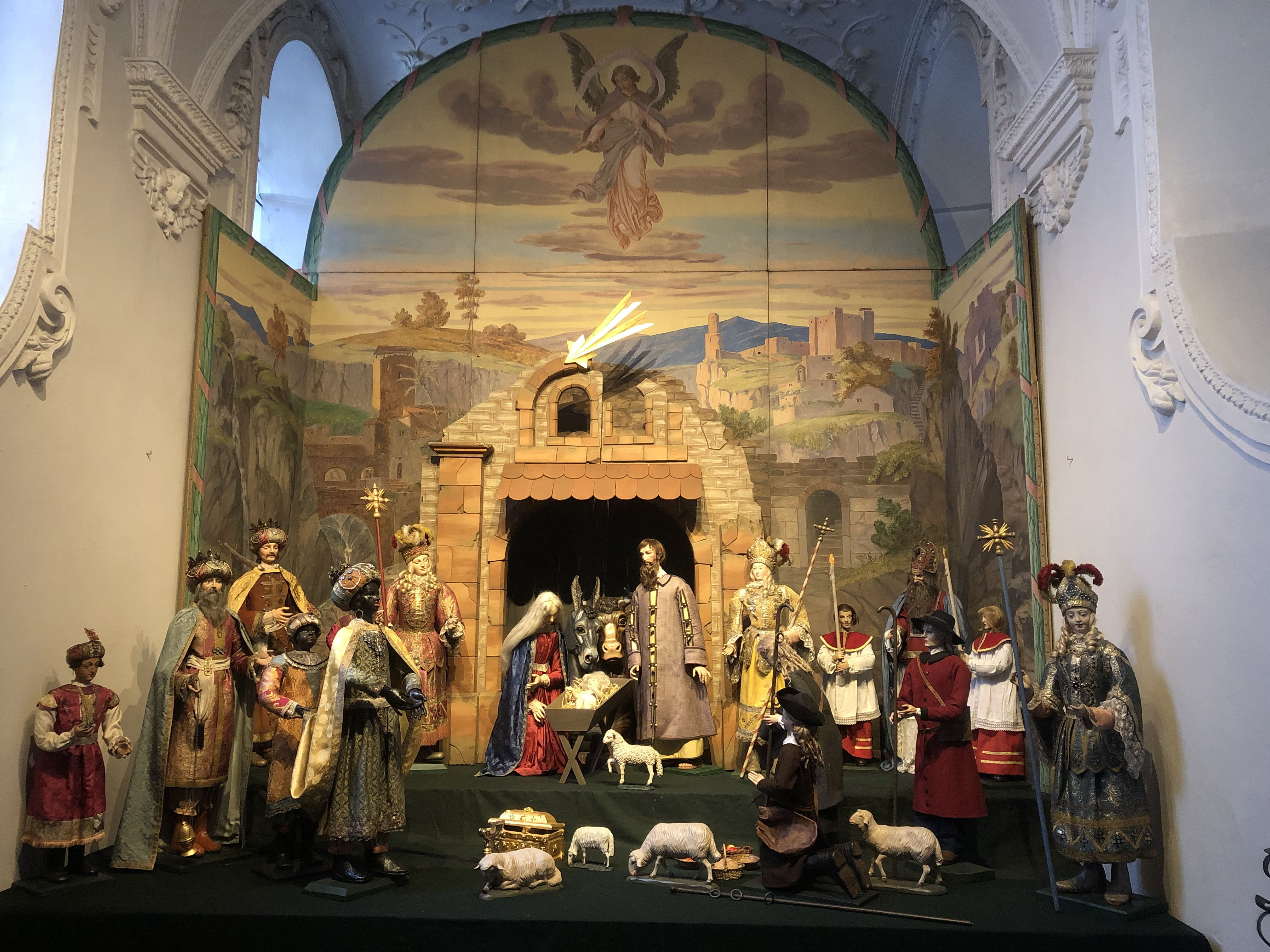
Barocke Weihnachtskrippe der Marianischen Kongregation

1663 wurde am Nordwest-Eck die Franz-Xaveri-Kapelle angebaut. Dort wird alljährlich in der Weihnachtszeit eine barocke Weihnachtskrippe mit bekleideten Figuren aufgestellt. Sie geht auf eine der ältesten Krippen Tirols zurück. Das Hintergrundbild wurde im Jahre 1938 vom Haller Kunstmaler Franz Xaver Fuchs die ganze Raumhöhe umfassend in Öl auf Leinwand gemalt. Die Krippenfiguren wurden in den Jahren 1989 bis 1993 in Zusammenarbeit mit dem Österreichischen Bundesdenkmalamt vollständig restauriert. Die Aufstellung besorgen Mitglieder der Marianischen Kongregation.